# Едвард Гінзтон
Едвард Леонард Гінзтон (27 грудня 1915 — 13 серпня 1998) — україно-американський інженер .

## Освіта
Гінзтон здобув ступінь бакалавра (1936) та ступінь магістра (1937) з електротехніки в Каліфорнійському університеті, Берклі, та докторську дисертацію. в електротехніці Стенфордського університету в 1941 році.

## Кар'єра
Будучи студентом Стенфордського університету, Гінзтон працював з Вільямом Гансеном та братами Расселом та Сігурдом Варіаном. У 1941 році він став членом групи Варіана-Гансена в компанії «Sperry Gyroscope Company».
Гінзтон був призначений доцентом фізики Стенфордського університету в 1945 р. і залишався на факультеті до 1961 р.
У 1949 році Гінзтон і Марвін Ходоров розробили 220-футовий прискорювач 1 БеВ у Стенфордському університеті. Після завершення роботи прискорювача 1 БеВ Гінзтон став директором Мікрохвильової лабораторії, яка згодом була перейменована в Лабораторію Гінзтона [Архівовано 22 жовтня 2012 у Wayback Machine.].
Гінзтон, разом із Расселом та Сігурдом Варіаном, був одним із первинних членів правління Varian Associates, заснованої в 1948 р. Дев'ятьма першими директорами компанії були Гінзтон, Рассел, Сігурд і Дороті Варіан, Х. Мірл Стернс, викладачі Стенфордського університету Вільям Вебстер Гансен та Леонард І. Шифф, юрисконсульт Річард М. Леонард та патентний повірений Пол Б. Гантер.
Гінзтон став генеральним директором і головою Varian Associates після того, як Рассел Варіан помер від серцевого нападу, а Сігурд Варіан загинув в авіакатастрофі.
У 1969 році Гінзтон був нагороджений Почесною медаллю IEEE за «його видатний внесок у вдосконалення технології потужних клістронів та їх застосування, особливо до лінійних прискорювачів частинок».
Гінзтон був членом Національної інженерної академії та Національної академії наук .
Біографія Гінзтона доступна в Інтернеті.

## Сім'я
.

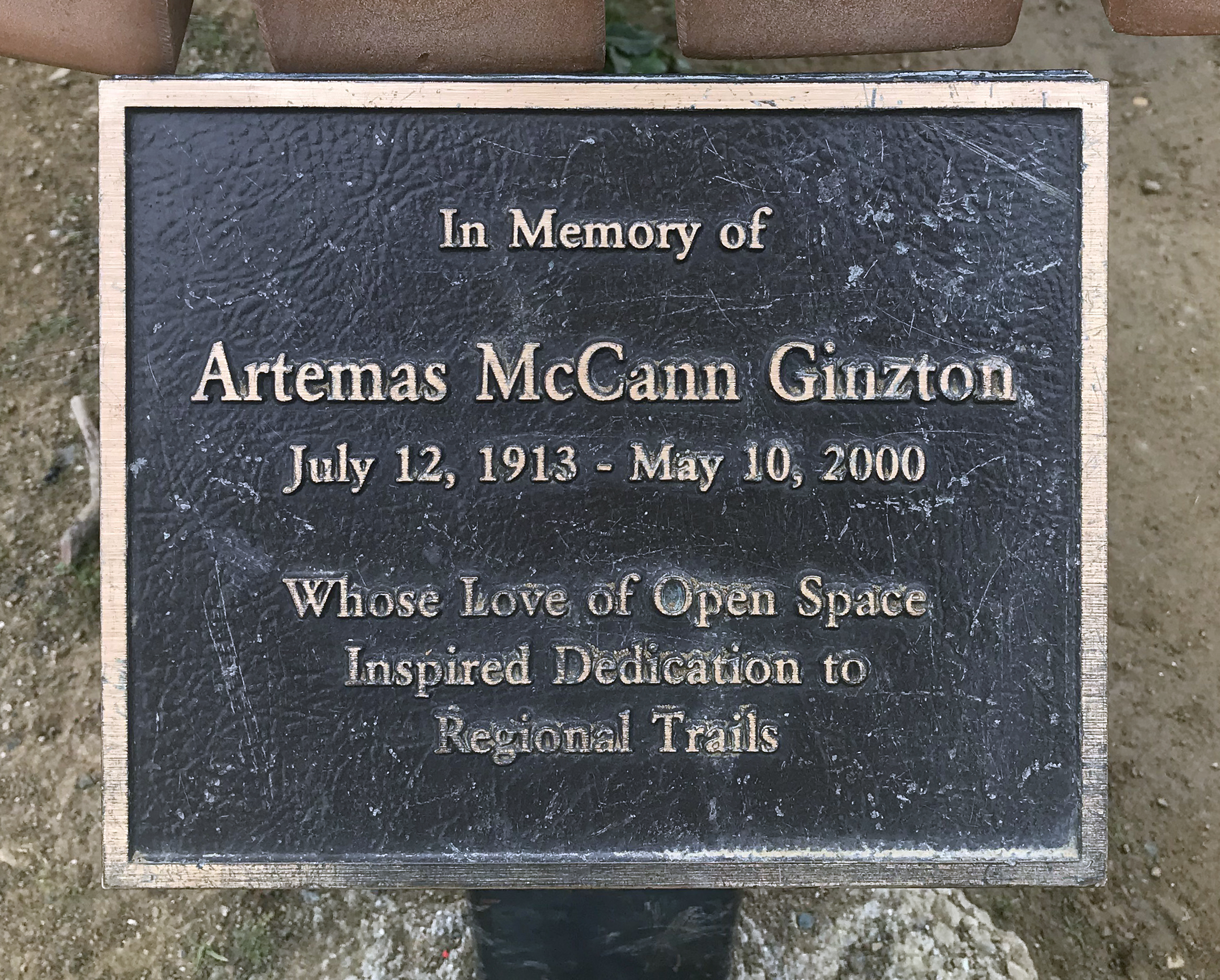
Меморіальна дошка на згадку про Артемас Макканн Гінзтон в районі Гантерс-Пойнт, в заповіднику Фремонт. Артемас Гінзтон також має тропу, названу на її честь у заповіднику Бірн на пагорбах Лос-Альтос

Гінзтон народився в Україні і жив у Китаї до переїзду до Каліфорнії в 1929 р.
16 червня 1939 р. Гінзтон та Артемас Альма Макканн (1913—2000) одружилися. Артемас була дочкою Джеймса Артура та Альми (Хауес) Макканн. У Гінзтонів було четверо дітей: Енн Гінзтон Коттрелл (1942), Леонард Едвард Гінзтон (1943), Ненсі Хадер Гінзтон (1946) і Девід Едвард Гінзтон (1948).